# われら愛す
『われら愛す』（われらあいす）は、第二次世界大戦後の1953年（昭和28年）、壽屋（サントリーの前身にして現在のサントリーホールディングス）社長：佐治敬三が中心となって呼びかけ公募し、『君が代』に代わる国民歌とすべく作られた曲。

## 概要
作詞：芳賀秀次郎、作曲：西崎嘉太郎、編曲：高浪晋一。
日本への愛と憲法の心を詠ったものと云われる。1953年、ラ・マルセイエーズのような、新しい国民歌を作ろうという佐治の呼びかけに応じて全国から応募された数万点の中から選ばれた一曲。結局、正式に採用されなかった。同様の曲に『若い日本』がある。
学校法人玉川学園では戦後ずっと歌い継がれており、同学園での学生、教職員の愛唱歌の一つになっている。玉川大学出版部刊行の最新の『愛吟集　第三版』(2005年　ISBN 9784472132032)にも収録されている。
本項の外部リンクに挙げられている岐阜大学教育学部附属中学校でも、折に触れてこの歌を歌っている。同校には校歌がなく（附属小学校には、「附属小学校の歌」および教育目標を易しく表現した「三つの願い」という二つの歌が存在する）、愛唱歌として「われら愛す」が歌い継がれている。その経緯については、同校のサイトの学校案内にある「愛唱歌紹介」に述べられている。ただし、入学式や卒業式等の式典では「君が代」を斉唱しており、「われら愛す」を「君が代」の代わりとしているわけではない。
兵庫県にある雲雀丘学園小・中・高等学校では、歴代の学園理事長が鳥井家（サントリー経営者）であった縁で、学園内で1980年頃まで歌い継がれ、学園体育祭ではこの曲に合わせて生徒たちが踊る演目もあった。
後にこの経緯を知った同校放送部が、岐阜大学教育学部附属中学校にも取材して作成したドキュメンタリーが、2001年の兵庫県高校放送コンテストで1位を受賞している。また山形放送が関係者らに取材し、同校にも協力を得て制作したドキュメンタリー『われら愛す〜国歌・国民歌についての考察〜』が、2007年の第62回文化庁芸術祭のラジオ部門で大賞に選ばれている。

## 関連図書
- 生井弘明『われら愛す 憲法の心をうたった“幻の国歌”』 かもがわ出版、2005年2月。ISBN 4-87699-859-0